# Glaciación Marinoana

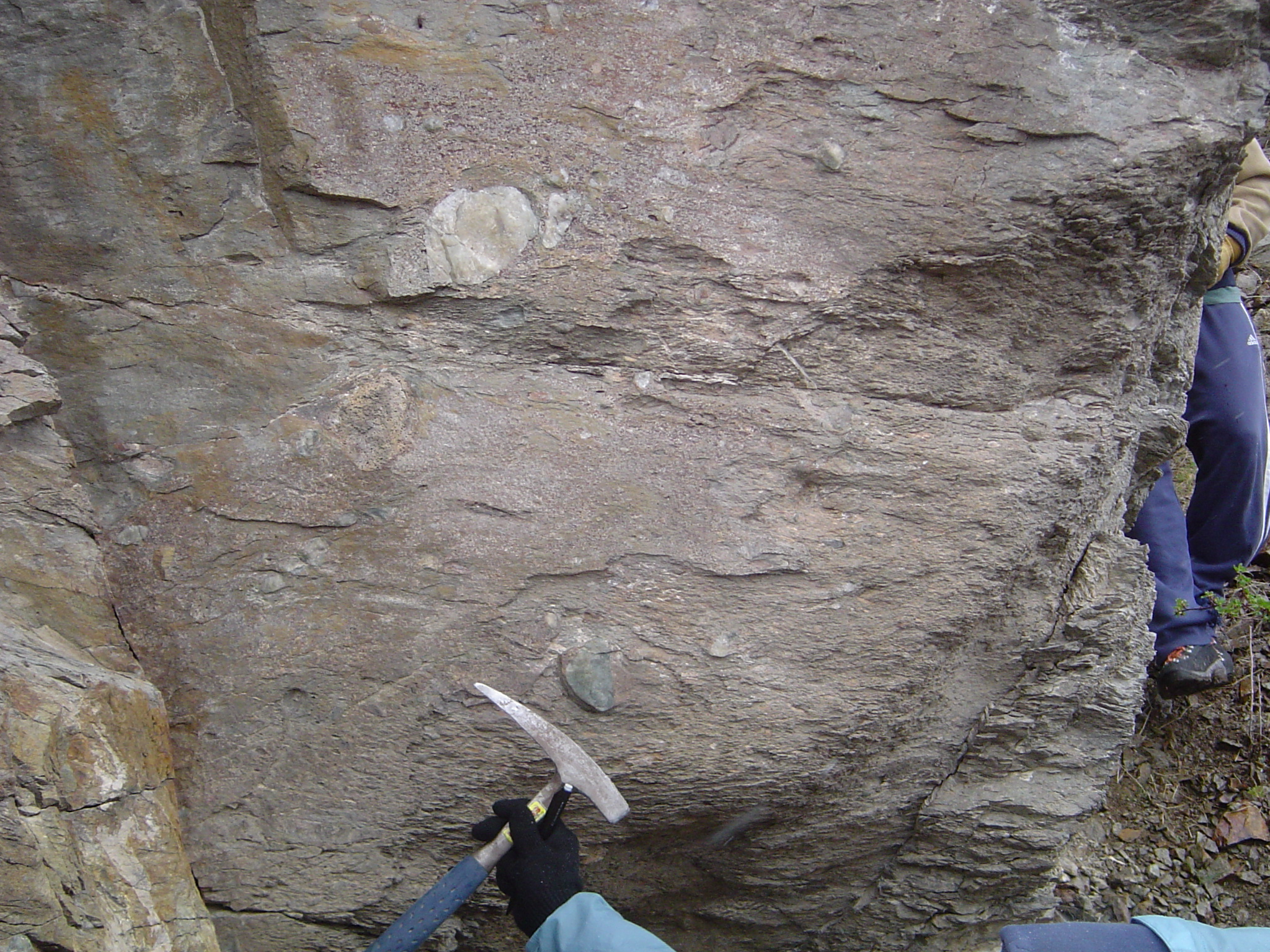
Diamictita del Neoproterozoico que revela un típico depósito dejado por la Tierra bola de nieve

La glaciación Marinoana fue un período de glaciación a nivel global que sucedió aproximadamente hace entre 650 a 635 millones de años a. C. durante el período Criogénico. La glaciación pudo haber cubierto todo el planeta, en un evento al que popularmente se le ha denominado la Tierra bola de nieve.  Su nombre se debe a los hallazgos encontrados en Marino, un suburbio de Adelaida en Australia del Sur. El fin de la glaciación pudo haber ocurrido por la aceleración de la liberación del metano a partir del permafrost ecuatorial.

## Evidencias geológicas
Las principales evidencias de la glaciación Marinoana se encuentran en el archipiélago Svalbard, en Australia del Sur y en China. En la provincia de Guizhou, en China, rocas glaciares fueron encontradas subyacentes a una capa de cenizas volcánicas que contenían minerales de zircón, el cual pueden ser datadas por medio de radioisótopos.  Los depósitos glaciales de Australia del Sur son aproximadamente de la misma edad (650 millones de años a. C.) y la datación ha sido confirmada por medio de isótopos estables de carbón, depósitos minerales (incluidos sedimentos de barita) y otras estructuras sedimentarias inusuales.  Dos capas ricas en diamictita en un estrato del Neoproterozoico de siete kilómetros del archipiélago Svalbard muestran el inicio y el fin de esta era glacial.

## Vida durante la glaciación
La supervivencia de eucariotas y otros unicelulares durante las glaciaciones Sturtiana y Marinoana sugiere que quizá en algunas partes de la superficie terrestre se mantuvo agua en estado líquido o se tuvo mejor acceso a la luz solar.  Para Francis Macdonald (2010), existirían gradientes de temperatura que provocarían un dinamismo en las capas glaciares dando lugar a la formación de parches locales de aguas abiertas que brindarían refugio a la vida.
Adam Maloof y colaboradores encontraron en 2010 el fósil de una esponja de un centímetro de diámetro datado en 650 millones de años lo que sugiere que los animales ya se encontraban divergiendo desde antes de la glaciación Marinoana y sobrevivieron a ésta. En 2012, científicos descubrieron en Namibia el fósil de una esponja de 5 milímetros de diámetro aún más antigua, Otavia antiqua que fue datada en 760 millones de años y es considerada el animal más antiguo de la Tierra descubierto. Es decir, esto implicaría que las esponjas ya existían antes de las glaciaciones Sturtiana y Marinoana y sobrevivieron a ambas.